# Salvador Cabrera
Salvador Cabrera Aguirre (né le 21 août 1973 à Mexico au Mexique) est un joueur de football international mexicain, qui évoluait au poste de défenseur.

## Biographie

### Carrière en club
Avec le Club Necaxa, il remporte une Coupe des champions de la CONCACAF en 1999.

### Carrière en sélection
Avec l'équipe du Mexique, il joue 9 matchs (pour aucun but inscrit) entre 1999 et 2000. 
Il figure dans le groupe des sélectionnés lors de la Gold Cup de 2000. Le Mexique atteint les quarts de finale de cette compétition. Il participe également à la Copa América de 1999, où son équipe se classe troisième.

## Palmarès
Club Necaxa
- Championnat du Mexique (3) :
  - Champion : 1994-95, 1995-96 et 1998 (Invierno).

- Coupe des champions (1) :
  - Vainqueur : 1999.